# Carnaval de Trinidad y Tobago

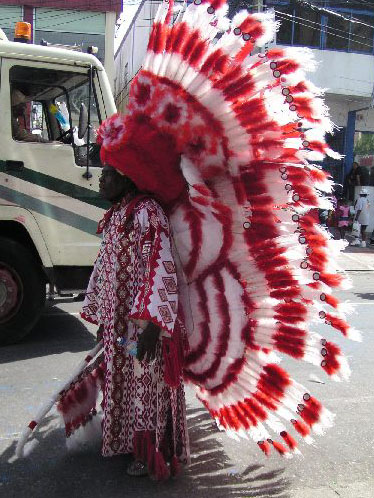
Un carnavalero ataviado como indígena estadounidense, en el Carnaval de San Fernando (Trinidad y Tobago, 2006).

La Carnaval de Trinidad y Tobago es una de las más importantes festividades de ese país en el ciclo anual de su cultura. Apenas se está llevando a cabo un carnaval en Trinidad y Tobago, cuando sus participantes ya están pensando en el del año siguiente. El corazón de la festividad es la música, y es especialmente importante la SOCA, ritmo afrocaribeño desarrollado en la isla de Trinidad derivado del calypso.
Aunque la mayor parte de los trinitarios hablan inglés y fue el Reino Unido el último país que dominó las islas, en realidad, el carnaval fue introducido en Trinidad y Tobago por los franceses, que mantuvieron el control de la isla hasta el siglo XVIII. El carnaval trinitario, y en especial, el calypso, arraigaron entre la población de ascendencia africana como una válvula de escape ante la opresión colonial, la esclavitud y la represión de los religiosos anglicanos que reprobaban la celebración de la festividad. Por ello, los primeros antecedentes de la actual música carnavalesca de Trinidad y Tobago —aparecidas a finales del siglo XIX— eran cantos compuestos en créole francés caribeño, y la temática principal era la sátira de la sociedad trinitaria. En los últimos años, el soca ha reemplazado al calypso como la principal música del carnaval trinitario.

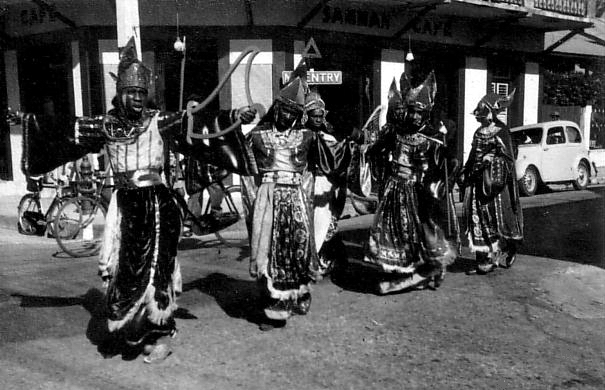
Carnaval de Puerto España (1950).

Como se ha dicho, el carnaval de Trinidad y Tobago tiene su origen en la época del dominio francés sobre las islas. Contra lo que podría parecer, es probable que las raíces del carnaval tengan como antecedente las costumbres aristocráticas de los colonos franceses, en especial, las masquerades. La forma que actualmente tiene se debe a la fusión de esas costumbres europeas con las de los esclavos africanos que llegaron a las plantaciones de Trinidad y Tobago.
Al igual que otros carnavales alrededor del mundo, el de Trinidad y Tobago se verifica en la última semana antes del Miércoles de Ceniza, que marca el inicio de la temporada de Cuaresma en el calendario católico. Durante el tiempo del carnaval, se efectúan competiciones musicales que cuentan con gran participación. Una de ellas es la elección del Rey del Calypso (en inglés: Calypso Monarch), título considerado como uno de los grandes honores para los trinitarios. Los principales instrumentos musicales que acompañan los carnavales de Trinidad y Tobago son los tambores, los steelpan y las claves. Hasta antes de la época dorada del calypso (entre los años 1930 y 1960), también eran comunes el cuatro venezolano, la trompeta, el clarinete y las maracas. Los intérpretes de la música carnavalesca trinitaria practican por espacio de semanas con el propósito de llevarse las palmas durante las competiciones contra otros grupos.
Muchos participantes portan elaboradas indumentarias para participar en el desfile del carnaval. Los vestuarios son decorados con lentejuelas y otros primores de fantasía. A pesar de la variedad de vestimentas, existen algunas caracterizaciones que siempre aparecen en el Carnaval de Trinidad y Tobago. Algunas de ellas son:
- Pierrot Grenade : Pronuncia discursos sobre temas de la actualidad acompañados de música.
- Minstrels: Músicos negros que emplean maquillaje blanco en la cara.
- Midnight Robber: Emula con su discurso a los narradores africanos.
- Jab Jab: Una caracterización del diablo.
- Dame Lorraine: Parodia de una aristócrata francesa del siglo XVIII.